# Thompson Brothers
Thompson Brothers (Bilston) Ltd. ist ein britisches Unternehmen und ehemaliger Hersteller von Automobilen.

## Unternehmensgeschichte
Das Unternehmen wurde 1810 in Bilston zur Herstellung von Kesseln gegründet. Später entstanden Fahrgestelle für verschiedene Automobilhersteller sowie Motorräder. 1919 begann die Produktion von Automobilen. Der Markenname lautete TB. 1924 endete die Produktion. Insgesamt entstanden etwa 150 oder etwa 500 Autos. Danach stellte das Unternehmen Nutzfahrzeuge her. Das Unternehmen existiert heute noch.

## Automobile

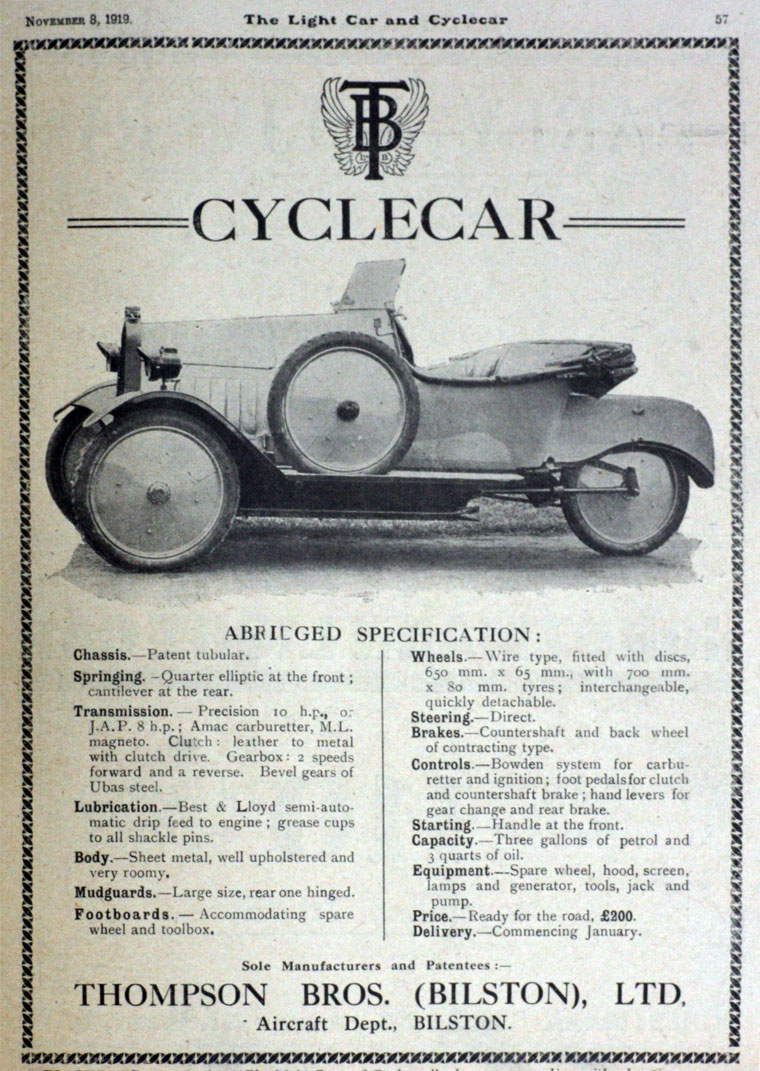
Werbeschrift für den TB Cyclecar

Das Unternehmen stellte Cyclecars her. Dabei handelte es sich zunächst um Dreiräder mit einem einzelnen Hinterrad. Die meisten Fahrzeuge trieb ein V2-Motor von J.A.P. mit 961 cm³ Hubraum an. Alternativ waren auch Einbaumotoren von Blackburne und MAG erhältlich. Die Motorleistung wurde über eine Kardanwelle an das Hinterrad übertragen. Zur Wahl standen Zwei- und Dreiganggetriebe. Im Angebot standen ein zweisitziger Tourenwagen mit einer Tür sowie ein türloser Sportwagen.
Einige Fahrzeuge mit vier Rädern wurden ebenfalls hergestellt.